# Ансалоне, Джачинто Джордано
Джачинто Джордано Ансалоне, другой вариант фамилии — Ансалони (итал. Giacinto Giordano Ansalone, OP, 1 ноября 1598, Санто-Стефано-Квисквина, Сицилия — 17 ноября 1634, Нагасаки) — католический святой, мученик, член монашеского ордена доминиканцев.

## Биография
Родился 1 ноября 1598 года на Сицилии в городе Санто-Стефано-Квисквина. Вступив в монашеский орден доминиканцев, завершил образование в Саламанке, после чего его отправили на миссию на Филиппины. Служил капелланом в больнице для японцев и китайцев, где изучил их языки. В 1631 году прибыл на миссию в Японию. Под видом бонзы он путешествовал по стране, совершая в тайных условиях католические обряды.
4 августа 1634 года Ансалоне был арестован, после чего его пытали в течение семи дней. 17 ноября 1634 года он был казнён в Нагасаки.

## Прославление
18 февраля 1981 года Римский папа Иоанн Павел II, будучи с пастырским визитом в Маниле, причислил Джачинто Джордано Ансалоне к лику блаженных в группе 16 японских мучеников. 18 октября 1987 года тот же папа причислил его к лику святых.
День памяти — 17 ноября.